# Iaçu
Iaçu é um município brasileiro no interior e centro do estado da Bahia, na microrregião de Itaberaba. Está localizado na Chapada Diamantina, às margens do rio Paraguaçu.
A população do município foi estimada em 25 333 habitantes em 2024, segundo o Instituto Brasileiro de Geografia e Estatística (IBGE).

## História
A Colonização Portuguesa no Brasil foi feita subindo os rios, onde os Donatários de Capitanias e Governadores Gerais, por ordem do Governo da Metrópole, concediam Sesmarias, a fim de povoar o País. Foi o Paraguaçu o rio que primeiro atraiu o movimento de Colonização.
A história de Iaçu, que em Tupy-guarany significa Água Grande, teve início por volta de 1674. O capitão-mor Estevão Baião Parente recebe as terras da Coroa Portuguesa como pagamento pelos serviços prestados à Coroa Portuguesa.
Em 1882 surgiu o povoado (onde hoje é localizado a sede do Município) com a chegada dos trilhos da estrada de ferro. O local era uma fazenda que inicialmente pertenceu a Antônio Carlos da Rocha Medrado, mas que no ano de 1882 já pertencia a Manoel Justiniano de Moura Medrado (que casou com as herdeiras das terras, Laura de Moura Medrado e Auta Rosa de Moura Medrado, ambas filhas de Augusto Moura e Albuquerque e netas de Antônio Carlos da Rocha Medrado). A fazenda se chamava Sitio Novo.
O vilarejo foi crescendo ao redor da Estação Ferroviária, com a estrada de ferro veio o progresso e com ele os primeiros moradores, empregados da ferrovia.
Sitio Novo, antigo nome de Iaçu, foi administrado pela cidade de Cachoeira por 44 anos, por Curralinho hoje cidade de Castro Alves por 16 anos e pela cidade de Santa Terezinha por 31 anos. A sede do distrito era João Amaro.

## Geografia

### Bioma
O bioma de Iaçu é a caatinga.

## Economia
Em 2021, o produto interno bruto (PIB) de Iaçu era de R$ 237,1 milhões, segundo o IBGE. Seu PIB per capita, em 2021, era de R$ 9 901,89.
No que tange à indústria, o município tem destaque na produção de cerâmica.
O turismo é importante para o município.
Iaçu sofre com problemas graves de pobreza. Em 2024, grande parte da população do município estava na extrema pobreza, com mais da metade dos moradores se beneficiando do programa de transferência de renda Bolsa Família. Segundo o IBGE, em 2003, a incidência de pobreza era 54,44%.